# Giordano Bruno Guerri
Giordano Bruno Guerri Anselmi (Iesa, 21 dicembre 1950) è uno storico, saggista e giornalista italiano, noto studioso del ventennio fascista, del XX secolo italiano e dei rapporti fra italiani e Chiesa cattolica.

## Biografia
Giordano Bruno Guerri è nato a Iesa, una frazione di Monticiano in provincia di Siena, figlio di Gina Guerri e di Febo Anselmi, detto Ebo. Il padre sposò Gina in seconde nozze dopo l'introduzione del divorzio in Italia.
Nonostante il nome di battesimo, la famiglia gli impartì un'educazione di stampo cattolico. Ha raccontato la storia della sua famiglia, a partire dai nonni fino all'infanzia, in Ebo e Gina, pubblicato come allegato al Corriere della Sera nel luglio 2011. I genitori, contadini inurbati a Colle di Val d'Elsa (Siena), dopo avere fatto gli operai aprirono prima una trattoria, poi un negozio di alimentari, che fallì; per due anni (1963-64) lavorarono a Viareggio come coppia di domestici e nel 1965 si trasferirono con lui nell'hinterland milanese, a Ospiate di Bollate, come operai. Lì alternò gli studi a lavori saltuari. Prese parte al Sessantotto "come cane sciolto ringhiante, ma non politicizzato" e conseguì la licenza liceale nel 1969. Si iscrisse quindi alla facoltà di Lettere moderne (indirizzo di Storia contemporanea) alla Cattolica di Milano, come dirà egli stesso poi, per la curiosità di voler conoscere la vita durante il regime fascista, a suo parere descritto troppo superficialmente dagli storici dell'epoca.
Con l'inizio della frequenza universitaria andò a vivere da solo. Si mantenne agli studi lavorando come correttore di bozze, dapprima a domicilio e poi alla Garzanti, presso cui fu impiegato fino al 1980. Le sue Norme grafiche e redazionali, scritte nel 1971 per la Bompiani, sono tuttora in uso. Nel 1974 si laureò con una tesi su La figura e l'opera di Giuseppe Bottai, che fu pubblicata da Feltrinelli nel 1976.
Nel 1982 fu uno dei curatori della mostra "Anni Trenta. Arte e cultura in Italia", allestita negli spazi di Palazzo Reale di Milano, Arengario e Galleria del Sagrato. Nel 1984 inizia a collaborare con Il Giornale di Indro Montanelli come opinionista. Nel 1985, dopo il successo ottenuto dal saggio Povera santa, povero assassino. La vera storia di Santa Maria Goretti (Arnoldo Mondadori Editore), fu nominato direttore del mensile Storia Illustrata. Non essendo ancora giornalista, svolse il praticantato come direttore, ottenendo l'iscrizione all'Albo dei giornalisti nel 1986. Con una formula che collegava la storia all'attualità, in 15 mesi portò le vendite da 60 a 150 000 copie, e nel 1986 fu promosso direttore editoriale della Mondadori, incarico che svolse fino al 1988. Nel 1989 assunse la direzione del mensile Chorus, incarico che tenne fino al 1991, per trasferirsi a New York.
Nel 1995 ritornò in Italia, a Roma, accettando un'offerta della RAI. Condusse il programma Italia mia benché, insieme a Cinzia Tani, che andò in onda fino al 1997. Dal 2003 al 2008 è stato presidente della Fondazione Ugo Bordoni, istituto di alta cultura nel settore delle tecnologie dell'informazione e della comunicazione. Nell'incarico si adoperò come "ponte fra la cultura umanistica e quella scientifica" e fondò il ForumTal, di cui è ancora presidente: Il TAL (Trattamento Automatico del Linguaggio) è la tecnologia che insegna alle macchine a comprendere, parlare e scrivere l'italiano. Il 1º aprile 2004 assunse anche la direzione del quotidiano L'Indipendente, in cui si fece notare per la linea imparziale e per aver pubblicato in prima pagina un aforisma del poeta statunitense John Giorno: «Nessun cazzo è duro come la vita»; fu sostituito nel febbraio 2005 da Gennaro Malgieri.
Dall'ottobre del 2008 è presidente (e dal 2014 anche direttore generale) della Fondazione Vittoriale degli Italiani, la casa-museo di Gabriele D'Annunzio a Gardone Riviera, cui ha ridato slancio con nuove creazioni museali e l'acquisizione di opere d'arte contemporanea e di importanti documenti, portandola da 146.000 a oltre 265.000 visitatori. Confermato per un terzo mandato fino al 2021, dal ministro Dario Franceschini, il Consiglio di Amministrazione ha rinnovato nel 2021 per un ulteriore quinquennio la sua nomina a presidente dell'istituzione, fino al 1° dicembre 2026. Sull'autore pescarese, Guerri ha pubblicato 12 libri.
Dal 2015 al 2019 è stato presidente della Fondazione Opera pia Carità laicale e direttore del MuSa, Museo di Salò.
Nel 2016 ha fondato GardaMusei, che dirige, un'associazione culturale e turistica fra comuni, musei e altre istituzioni, che si è allargata fino a comprendere la Fondazione Guglielmo Marconi (Emilia-Romagna), la Fondazione Giovanni Pascoli (Toscana) e Istituti Italiani di Cultura all'estero.

## Vita privata
Dopo un primo matrimonio (1983-1988) a New York con la scrittrice Gaia de Beaumont, nel 2005 Guerri si è unito alla scrittrice Paola Veneto, sposata nel 2014, dalla quale ha avuto due figli, Nicola Giordano (2006) e Pietro Tancredi (2011).

## Politica
Negli Anni Novanta si definì liberale, liberista, libertario, ex libertino, e fu in passato vicino al Partito Radicale, che ha sostenuto talvolta e del quale condivide alcune battaglie come quella contro la pena di morte. Ha fondato con Ida Magli un movimento culturale, "ItalianiLiberi", di matrice "antieuropeista e di libero pensiero", per il quale ha diretto il giornale Internet www.italianiliberi.it.
Dopo la televisione arrivò anche l'impegno pubblico: il sindaco del comune calabrese di Soveria Mannelli, Mario Caligiuri, gli propose l'incarico di assessore alla Cultura. Guerri accettò ma pose come condizione quella di definirsi "Assessore al Dissolvimento dell'Ovvio", denominazione con la quale, effettivamente, prese servizio il 1º agosto 1997, lasciandolo però circa un mese dopo. Tra le spiegazioni addotte per il suo repentino abbandono dell'incarico quella più singolare, da lui stesso addotta, fu «per eccesso di cene ufficiali». Nelle quattro settimane in carica tuttavia si fece notare per alcune provocatorie ordinanze, quali ad esempio il Monumento al Cassonetto, con lo scopo di sensibilizzare l'opinione pubblica sull'inopportunità di installare antiestetici cassonetti per la nettezza urbana in zone cittadine di pregio artistico e architettonico; nella carica fu anche il promotore della prima notte bianca in Italia, che si svolse nel paese presilano il 18 agosto 1997.
Fu anche uno dei firmatari, nel 2006, del manifesto dei Riformatori Liberali, il quale chiedeva alla coalizione di centro-destra aperture su vari temi etici come eutanasia, droghe leggere, prostituzione e unioni omosessuali.
Si dichiara antifascista ed attualmente elettore di Forza Italia.

## Pubblicistica
Nel 1976, per l'Editore Feltrinelli pubblica la sua tesi di laurea col titolo Giuseppe Bottai, un fascista critico. Uscito contemporaneamente al volume sul consenso popolare al regime fascista di Renzo De Felice, il saggio lo pose fra i più autorevoli storici revisionisti italiani. La biografia del gerarca apre il dibattito sull'eredità fascista e la sua persistenza nella società italiana del Dopoguerra, argomento sul quale Guerri torna con contributi su riviste scientifiche e divulgative (ad esempio la curatela della sezione "Vita politica e sociale" della mostra Anni Trenta, organizzata dal Comune di Milano, sempre nel 1982).
Seguono la raccolta di documenti storici Rapporto al Duce (Bompiani, 1978); la biografia di Galeazzo Ciano (Bompiani, 1979), figlio del gerarca Costanzo e poi genero di Mussolini; L'Arcitaliano. Vita di Curzio Malaparte, basato su documentazioni inedite sulla vita dello scrittore; il saggio su Italo Balbo chiude la quadrilogia sulla classe dirigente fascista.
Cura la pubblicazione dei Diari di Giuseppe Bottai in due volumi (I: 1935-1944; II: 1944-1948) editi da Rizzoli, nel 1982 e 1988.
Nel 1983 pubblica Io, l'infame (Mondadori, 1983), biografia del brigatista rosso Patrizio Peci, scritta assieme al terrorista in due settimane mentre Peci si teneva nascosto dagli ex compagni.
Nonostante la formazione cattolica, Guerri si definisce ateo. Non si è occupato di questioni religiose fino a 32 anni, quando iniziò a scrivere Povera Santa, povero assassino, la storia di Maria Goretti. Polemiche suscitò anche il libro Io ti assolvo, resoconto di confessioni fatte in giro per l'Italia in cui si sottolineavano differenze tra diversi confessori cattolici sugli stessi argomenti e prassi penitenziali, a suo dire discutibili. Questi due libri ricevettero dure critiche dal Vaticano e dagli ambienti cattolici in generale. Anticlericalismo e interesse laico verso la spiritualità sono comparsi più volte anche nella sua esperienza televisiva.
Altro lavoro divulgativo è Fascisti. Gli italiani di Mussolini, il regime degli italiani (Mondadori, 1995).
Nel 1992 pubblica Gli italiani sotto la Chiesa. Da san Pietro a Mussolini (Mondadori) e nel 1997 L'Antistoria degli italiani. Da Romolo a Giovanni Paolo II, uscita aggiornata nel giugno 2018. Altre importanti opere sono le biografie di Ernesto Buonaiuti, Gabriele D'Annunzio e Filippo Tommaso Marinetti.
Nel 2019, ha pubblicato Disobbedisco. Cinquecento giorni di rivoluzione a Fiume (Mondadori), nel quale sostiene la sua tesi che D'Annunzio e la sua Impresa di Fiume non furono fasciste.
Nel luglio dello stesso anno vince il Premio letterario "La Tore isola d'Elba".

## Opere
- Giuseppe Bottai, un fascista critico. Ideologia e azione del gerarca che avrebbe voluto portare l'intelligenza nel fascismo e il fascismo alla liberalizzazione, Prefazione di Ugoberto Alfassio Grimaldi, Milano, Feltrinelli, 1976; Giuseppe Bottai, fascista, Collezione Le Scie, Milano, Mondadori, 1996, ISBN 88-04-41156-2; Collana Oscar Storia, Mondadori, 1997, ISBN 978-88-044-4240-0; Giuseppe Bottai, Milano, Bompiani, 2010, ISBN 978-88-452-6572-3; Collana Oscar Storia n.169, Mondadori, 2019.
- Galeazzo Ciano. Una vita 1903-1944, Milano, Bompiani, 1979 - ivi, 1985; III ed. aggiornata, ivi, 1990; Collana Oscar Storia, Milano, Mondadori, 2001; Collana I grandi tascabili n.446, Bompiani, 2011, ISBN 978-88-452-6569-3; Collana I Fari n.56, Milano, La Nave di Teseo, 2019, ISBN 978-88-934-4933-5.
- L'Arcitaliano. Vita di Curzio Malaparte, Milano, Bompiani, 1981; Milano, Leonardo, 1991, ISBN 88-355-1022-8; Collana Oscar, Milano, Mondadori, 2000, ISBN 88-04-48471-3; Milano, Bompiani, 2008, ISBN 978-88-452-6083-4.
- Italo Balbo. Lo squadrista, il gerarca, l'aviatore. La biografia, basata su documenti inediti, del più pericoloso rivale di Mussolini, Milano, Vallardi, febbraio 1984; Collana Oscar Storia n.169, Milano, Mondadori, maggio 1998, ISBN 978-88-044-5501-1; Collana Saggi, Milano, Bompiani, 2013, ISBN 978-88-452-7466-4; col titolo Italo Balbo. Il gerarca che oscurò Mussolini, Collana I Fari, Milano, La nave di Teseo, 2024, ISBN 978-88-346-1902-5.
- Povera Santa, povero assassino. La vera storia di Maria Goretti, Collezione Le Scie, Milano, A. Mondadori, 1985; Collana Oscar bestsellers saggi, Mondadori, 1993, ISBN 88-04-37245-1; Collana Oscar Storia, Mondadori, 2000; Collana Tascabili. Saggi, Milano, Bompiani, 2008-2021, ISBN 978-88-301-0301-6.
- La mezza vita di Vincent van Gogh, Milano, Leonardo, 1990, ISBN 88-355-0056-7.
- Gli italiani sotto la Chiesa. Da S. Pietro a Mussolini, Collezione Le Scie, Milano, A. Mondadori, 1992, ISBN 88-04-36110-7; Gli Italiani sotto la Chiesa. Da San Pietro a Berlusconi, Collana Saggi, Milano, Bompiani, 2011, ISBN 978-88-452-6699-7; nuova ed. aggiornata col titolo Gli italiani sotto la Chiesa. Da San Pietro a Twitter, Collana I fari, Milano, La nave di Teseo, 2021, ISBN 978-88-346-0368-0.
- Io ti assolvo. Etica, politica, sesso: i confessori di fronte a vecchi e nuovi peccati, Milano, Baldini & Castoldi, 1993, ISBN 88-85989-38-1.
- Paolo Garretto, Matera, La Bautta, 1994.
- Fascisti. Gli italiani di Mussolini, il regime degli italiani, Collezione Le Scie, Milano, A. Mondadori, febbraio 1995, ISBN 88-04-38945-1.
- Antistoria degli italiani. Da Romolo a Giovanni Paolo II, Collezione Le Scie, Milano, Mondadori, 1997, ISBN 88-04-42582-2; nuova ed. aggiornata, col titolo  Antistoria degli italiani. Da Romolo a Grillo, Collana I Fari, Milano, La Nave di Teseo, 2018, ISBN 978-88-9344-549-8.
- Il Malaparte illustrato, Milano, Mondadori, 1998, ISBN 88-04-44731-1.
- Eretico e profeta. Ernesto Buonaiuti, un prete contro la Chiesa, Collezione Le Scie, Milano, Mondadori, 2001, ISBN 88-04-48985-5; Torino, UTET Libreria, 2007, ISBN 978-88-02-07781-9; col titolo Eretico o santo. Ernesto Buonaiuti, il prete scomunicato che ispira Papa Francesco, Collana I fari n.115, Milano, La nave di Teseo, 2022, ISBN 978-88-346-1115-9.
- Un amore fascista. Benito, Edda e Galeazzo, Collezione Le Scie, Milano, Mondadori, 2005, ISBN 88-04-53467-2.
- Pensieri scorretti. 1837 aforismi per togliere la ragione e chi ce l'ha, Torino, UTET, 2007, ISBN 978-88-02-07705-5.
- D'Annunzio. L'amante guerriero, Collezione Le Scie, Milano, Mondadori, 2008, ISBN 978-88-04-57420-0, Premio Nazionale Rhegium Julii di Saggistica ex aequo[18].
- Filippo Tommaso Marinetti. Invenzioni, avventure e passioni di un rivoluzionario, Collezione Le Scie, Milano, Mondadori, 2009, ISBN 978-88-04-58595-4.
- Follia? Vita di Vincent van Gogh, Collana Saggi, Milano, Bompiani, 2009, ISBN 978-88-452-6314-9.
- Il sangue del Sud. Antistoria del Risorgimento e del brigantaggio, Collezione Le Scie, Milano, Mondadori, 2010, ISBN 978-88-04-60330-6.
- Il bosco nel cuore. Lotte e amori delle brigantesse che difesero il Sud, Collezione Le Scie, Milano, Mondadori, 2011, ISBN 978-88-04-61371-8.
- Ebo e Gina, Milano, RCS Quotidiani, 2011.
- La mia vita carnale. Amori e passioni di Gabriele D'Annunzio, Collezione Le Scie, Milano, Mondadori, 2013, ISBN 978-88-04-62627-5.
- Con D'Annunzio al Vittoriale, fotografie di Lorenzo Capellini, Bologna, Minerva, 2015, ISBN 978-88-738-1646-1. I SBN 978-88-73-81-646-1.
- Il Vittoriale degli Italiani, guida alla visita, fotografie di Marco Beck Peccoz, Milano, Silvana, 2016, ISBN 978-88-3663-089-9.
- Io D'Annunzio, Salò, Damiani, 2016, ISBN 978-88-9943-803-6.
- G.B. Guerri-Sara Pallavicini, Quirino Gnutti. L'illusione del mio tempo. Catalogo della mostra. Ediz. italiana e inglese, Contemplazioni, 2018, ISBN 978-88-943-1339-0.
- Disobbedisco. La rivoluzione di D'Annunzio a Fiume 1919-1920, Contemplazioni, 2018, ISBN 978-88-943133-3-8.
- Disobbedisco. Cinquecento giorni di rivoluzione. Fiume 1919-1920, Collezione Le Scie.Nuova serie, Milano, Mondadori, 2019, ISBN 978-88-04-70833-9.
- D'Annunzio e il piacere della moda, fotografie di Lorenzo Capellini, Soveria Mannelli, Rubbettino, 2019, ISBN 978-88-498-5335-3.
- Ora comincia il bello. La rivoluzione di D'Annunzio a Fiume, Contemplazioni, 2019, ISBN 978-88-943-1335-2.
- La magnifica ossessione di Claudio Koporossy. Ediz. illustrata, Roma, Il Cigno GG Edizioni, 2020, ISBN 978-88-783-1450-4.
- G.B. Guerri-Emanuele Gregolin-Michele Lasala, Giandante X. Il poeta ritorna. Ediz. italiana e inglese, A60, ISBN 978-88-945-9844-5.
- D'Annunzio. La vita come opera d'arte, Collana Saggi italiani, Milano, Rizzoli, 2023, ISBN 978-88-171-7837-2.
- Storia del mondo. Dal Big Bang a oggi, Collana I Fari, Milano, La nave di Teseo, 2023, ISBN 978-88-346-1518-8.
- Benito. Storia di un italiano, Milano, Rizzoli, 2024, ISBN 978-88-171-8486-1.

### Curatele
- Rapporto al duce. Il testo stenografico dei colloqui tra i federali e Mussolini nel 1942, Collana Tascabili n.111, Milano, Bompiani, 1978. - ripubblicato col titolo Rapporto al duce. L'agonia di una nazione nei colloqui tra Mussolini e i federali nel 1942, Collezione Le Scie, Milano, Mondadori, 2002, ISBN 88-04-50679-2; Collana Tascabili.Saggi, Milano-Firenze, Bompiani, 2020, ISBN 978-88-301-0304-7.
- Giuseppe Bottai, Diario 1935-1944, Collana Storica Rizzoli, Milano, Rizzoli, 1982.
- Luigi Bolla, Perché a Salò. Diario dalla Repubblica Sociale Italiana, Milano, Bompiani, 1982.
- Patrizio Peci, Io, l'infame, Milano, A. Mondadori, 1983.
- Giuseppe Bottai, Diario 1944-1948, Collana Storica Rizzoli, Milano, Rizzoli, 1988, ISBN 88-17-33158-9.
- Winston Churchill (raccontate da), Le grandi battaglie della seconda guerra mondiale, Milano, A. Mondadori, 1994. ISBN 88-04-38912-5.
- Winston Churchill (raccontati da), I grandi protagonisti della seconda guerra mondiale, Milano, A. Mondadori, 1995. ISBN 88-04-39127-8.
- Gian Franco Venè (raccontata da), La vita quotidiana degli italiani durante il fascismo, Milano, A. Mondadori, 1995. ISBN 88-04-40200-8.
- Ida Magli, Per una rivoluzione italiana, Milano, Baldini & Castoldi, 1996, ISBN 88-8089-151-0; Nuova edizione, Milano, Bompiani, 2017.
- G.B. Guerri-Luciano Faverzani, D'Annunzio soldato, Rodorigo, 2015, ISBN 978-88-909-2009-7. - Accademia Militare di Modena-Fondazione Il Vittoriale degli Italiani, Edizioni Artestampa, 2018-2022, ISBN 978-88-89123-82-9 · ISBN 978-88-89123-82-9.
- Gabriele D'Annunzio, Eja, alalà. Viva l'amore, De Piante Editore, 2021, ISBN 979-12-803-6216-2.
- Anselmo Bucci. 1887-1955, Silvana, 2022, ISBN 978-88-366-5197-9.

### Riconoscimenti
- Premio letterario la Tore isola d'Elba (2019).
- Premio Terra di Siena 2024 (2024)